# بين بانجز
بين بانجز (بالإنجليزية: Ben Bangs)‏ هو لاعب كرة قدم أمريكية أمريكي، ولد في 5 سبتمبر 1893 في موسكو في الولايات المتحدة، وتوفي في 7 يونيو 1970 في وينتاتشي في الولايات المتحدة.

## وصلات خارجية
- بين بانجز على موقع مرجع كرة القدم المحترفة.كوم (الإنجليزية)